# George Cole (acteur)
Pour les articles homonymes, voir George Cole et Cole.
George Edward Cole, dit George Cole, est un acteur britannique né le 22 avril 1925 à Tooting (Angleterre) et mort le 5 août 2015 à Reading (Angleterre).

## Filmographie partielle

### Cinéma
- 1949 : The Spider and the Fly, de Robert Hamer : Marc, détective
- 1950 : La Renarde (Gone to Earth), de Michael Powell et Emeric Pressburger : Albert
- 1951 : Rires au paradis (Laughter in Paradise), de Mario Zampi : Herbert Russell
- 1952 : The Happy Family de Muriel Box : Cyril
- 1954 : The Belles of St. Trinian's, de Frank Launder : "Flash" Harry
- 1954 : Héritages et vieux fantômes (Happy Ever After), de Mario Zampi : Terence
- 1954 : Un inspecteur vous demande (An Inspector Calls) de Guy Hamilton
- 1955 : Les Aventures de Quentin Durward (Quentin Durward), de Richard Thorpe : Hayraddin
- 1955 : Hold-up en plein ciel (A Prize of Gold) de Mark Robson : Sergent Roger Morris
- 1956 : It's a Wonderful World, de Val Guest : Ken Millar
- 1959 : Ni fleurs ni couronnes (Too Many Crooks), de Mario Zampi : Fingers
- 1963 : Cléopâtre (Cleopatra), de Joseph L. Mankiewicz : Flavius
- 1963 : Le Justicier aux deux visages (Dr Syn alias the Scarecrow), de James Neilson :  Mr. Sexton Mipps / Hellspite
- 1964 : One Way Pendulum, de Peter Yates : Conseiller à la Défense
- 1970 : Les Passions des vampires (The Vampire Lovers) de Roy Ward Baker : Roger Morton
- 1971 : Thriller (Fright), de Peter Collinson : Jim
- 1974 : Take Me High, de David Askey : Bert Jackson
- 1976 : L'Oiseau bleu (The Blue Bird), de George Cukor : Tylo
- 1996 : Mary Reilly, de Stephen Frears : Poole, le majordome

### Télévision
- 1964 : L'Épouvantail (The Scarecrow of Romney Marsh) : Mr. Sexton Mipps / Hellspite
- 1966 : The Legend of Young Dick Turpin, téléfilm de James Neilson : William Evans
- 2007 : Miss Marple, série (saison 3), épisode 4 : Némésis (Nemesis) : Laurence Raeburn
- 2008 : Inspecteur Barnaby, série (saison 11), épisode 2 : Fusillé à l'aube (Shot at Dawn) : Lionel Hicks